# 曹銘
曹铭，会宁人，明朝政治人物、進士。
洪武十八年（1385年），曹銘中式乙丑科進士，授兵科给事中。之后升任都察院左副都御史、右都御史。